# Ypthima marshalli
Ypthima marshalli är en fjärilsart som beskrevs av Butler 1882. Ypthima marshalli ingår i släktet Ypthima och familjen praktfjärilar. Inga underarter finns listade i Catalogue of Life.